# Смирнов Григорій Якович
Смирно́в Григо́рій Я́кович (13 лютого 1913 — 30 січня 1990) — радянський військовик часів Другої світової війни, Герой Радянського Союзу (24.03.1945).

## Біографія
Народився 13 лютого 1913 року в місті Очаків Херсонської губернії (нині Миколаївська область) у робітничій сім'ї. Росіянин.
Закінчив 3 курси механіко-машинобудівного технікуму в місті Колпіно.
У 1933–1934 роках проходив дійсну військову службу в РСЧА. Удруге призваний у 1936 році. У 1938 році закінчив курси удосконалення командного складу (КУКС) при Ленінградському військово-інженерному училищі.
Учасник радянсько-фінської війни 1939–1940 років. За бойові дії під час форсування річки Тайпален-Йокі та прорив лінії Маннергейма на Карельському перешийку, командир роти 7-го понтонно-мостового батальйону лейтенант Г. Я. Смирнов був нагороджений орденом Червоної Зірки.
Учасник німецько-радянської війни з червня 1941 року. Воював на Південному, Північно-Кавказькому, Закавказькому, 1-му Прибалтійському та 3-му Білоруському фронтах.
Особливо командир 37-го понтонно-мостового Полоцького батальйону 43-ї армії 1-го Прибалтійського фронту майор Г. Я. Смирнов відзначився в ході проведення Ризької наступальної операції. 14 вересня 1944 року поблизу міста Бауска (Латвія) понтонно-мостовий батальйон під його командуванням під артилерійсько-мінометним вогнем противника почав наведення мосту через річку Лієлупе довжиною 86 метрів і вантажопідйомністю 16 тон. Міст було зведено на 1 годину 10 хвилин замість нормативних 2,5 годин. У результаті піхота й частини підсилення перебрались на протилежний беріг раніше наміченого терміну.
Учасник радянсько-японської війни 1945 року у складі військ Забайкальського фронту.
По закінченні війни продовжував військову службу. У 1953 році вийшов у відставку. Мешкав у Ленінграді, працював інженером проектного інституту «Гипрокино».
Помер 30 січня 1990 року.

## Нагороди і почесні звання
Указом Президії Верховної Ради СРСР від 24 березня 1945 року за вміле керівництво підрозділом, мужність і героїзм, проявлені при виконанні бойових завдань, майору Смирнову Григорію Яковичу присвоєно звання Героя Радянського Союзу з врученням ордена Леніна (№ 19278) і медалі «Золота Зірка» (№ 4154).
Також нагороджений двома орденами Червоного Прапора (05.11.1941; 28.06.1944), орденами Олександра Невського (03.01.1945), Вітчизняної війни 1-го (11.03.1985) та 2-го (20.11.1943) ступеня, двома орденами Червоної Зірки (01.05.1940; ?), медалями.